# Hygrophoropsidaceae
Hygrophoropsidaceae är en familj av svampar. Hygrophoropsidaceae ingår i ordningen Boletales, klassen Agaricomycetes, divisionen basidiesvampar och riket svampar.
|                     | Serpulaceae                                                       |
|                     |                                                                   |
|                     | Sclerogastraceae                                                  |
|                     |                                                                   |
|                     | Sclerodermataceae                                                 |
|                     |                                                                   |
|                     | Rhizopogonaceae                                                   |
|                     |                                                                   |
|                     | Protogastraceae                                                   |
|                     |                                                                   |
|                     | Paxillaceae                                                       |
|                     |                                                                   |
| Hygrophoropsidaceae | \| \| Leucogyrophana \| \| \| \| \| \| Hygrophoropsis \| \| \| \| |
|                     | \| \| Leucogyrophana \| \| \| \| \| \| Hygrophoropsis \| \| \| \| |
|                     | Gyroporaceae                                                      |
|                     |                                                                   |
|                     | Gomphidiaceae                                                     |
|                     |                                                                   |
|                     | Gastrosporiaceae                                                  |
|                     |                                                                   |
|                     | Gasterellaceae                                                    |
|                     |                                                                   |
|                     | Diplocystidiaceae                                                 |
|                     |                                                                   |
|                     | Coniophoraceae                                                    |
|                     |                                                                   |
|                     | Boletinellaceae                                                   |
|                     |                                                                   |
|                     | Boletaceae                                                        |
|                     |                                                                   |
|                     | Amylocorticiaceae                                                 |
|                     |                                                                   |
|                     | Calostomataceae                                                   |
|                     |                                                                   |
|                     | Suillaceae                                                        |
|                     |                                                                   |
|                     | Tapinellaceae                                                     |
|                     |                                                                   |
|                     | Marthanella                                                       |
|                     |                                                                   |
|                     | Corneromyces                                                      |
|                     |                                                                   |
|                     | Corditubera                                                       |
|                     |                                                                   |
|                     | Jaapia                                                            |
|                     |                                                                   |
|                     | Phaeoradulum                                                      |
|                     |                                                                   |
|                     | Coniophoropsis                                                    |
|                     |                                                                   |
|                     | Leucogyrophana                                                    |
|                     |                                                                   |
|                     | Hygrophoropsis                                                    |
|                     |                                                                   |

|  | Leucogyrophana |
|  |                |
|  | Hygrophoropsis |
|  |                |